# Glenford
Glenford ist ein Village in Perry County, Ohio, Vereinigte Staaten. Die Bevölkerung betrug während der Volkszählung im Jahr 2000 198 Einwohner. Glenford liegt zu beiden Seiten des Jonathan Creeks im Hopewell Township.
Obwohl das Dorf nur rund 70 Häuser umfasst, hat es eine lange Tradition als Verkehrsknotenpunkt und Güterumschlagplatz. Der Ort beherbergt die Glenford Elementary School, die zum Northern Local School District gehört, und deren Schülerzahl von 336 die Einwohnerzahl von Glenford bei weitem übersteigt.

## Geschichte
Glenford wurde zum Hauptort des Hopewell Townships, als 1871 die Newark, Somerset and Straitsville Railroad gebaut wurde und hier eine Station eröffnete. Dadurch konnten Güter wie Weizen und Mais, aber auch die Produkte der Steinbrüche wie Sandstein, Kalk und Silikatgestein für die Glasherstellung nach Newark oder Shawnee transportiert werden.
Durch den Ort führten später zwei Eisenbahnverbindungen, die Zanesville and Western Railway und die Baltimore and Ohio Railroad (B & O) mit zwei nebeneinander liegenden Stationsgebäuden.

### Hopewell-Kultur
Ganz in der Nähe von Glenford wurden auf einem Hügel die Überreste einer indianischen Kultur gefunden, die im Zeitraum von 300 v. Chr. bis 500 n. Chr. in einem großen Gebiet zwischen New York und Missouri und von Wisconsin bis Mississippi, aber auch entlang der Küste des Ontariosees in Kanada existierte. Ihr Kerngebiet liegt jedoch im Zentrum von Ohio. Die Kulturstufe bekam nach ihrem Fundort, im Hopewell Township, den Namen Hopewell-Kultur.
Neben verschiedenen Grabhügeln und Erdwerken ist besonders die Anlage bei Glenford bedeutsam, die zur Gänze aus Stein besteht. Sie bedeckt eine Fläche von rund zehn Hektar. Die Mauern müssen ursprünglich eine Höhe von drei Metern gehabt haben. Im Zentrum der Anlage liegt ein Cairn von 30 Metern Durchmesser und mehr als drei Metern Höhe. Ganz in der Nähe liegt der Wilson Mound, ein weiterer Grabhügel, und östlich von Glenford befindet sich der Roberts Mound, acht Meter hoch und 36 Meter im Durchmesser. Südlich von Glenford wurde ein Kreis von 195 Metern Umfang gefunden, in dem ein riesiger Vogel mit ausgebreiteten Flügeln dargestellt ist.